# Nulpunkt (film)
 For alternative betydninger, se Nulpunkt. (Se også artikler, som begynder med Nulpunkt)
Nulpunkt er en eksperimentalfilm instrueret af Christian Braad Thomsen efter eget manuskript.

## Handling
Et filmeksperiment, som ved hjælp af en monoton teknik skildrer et monotont udsnit af dagliglivet. Jf. i øvrigt m. spillefilmen Kære Irene.